# بند أنتالوك
بند أنتالوك ((باليونانية: Άνατολικόν [θέμα])‏, Anatolikon [thema])، وتعرف بشكل أكبر بأسم ثيمة أنتالوكيس (Greek: θέμα Άνατολικῶν, thema Anatolikōn) كان بند  بيزنطية (مقاطعة عسكرية مدنية) في وسط آسيا الصغرى (تركيا الحديثة). منذ إنشائها، كانت أكبر وأهم البنود، وكان حكامها العسكريون (إستراتيجوس) أفراداً أقوياء، والعديد منهم صعدوا إلى العرش الإمبراطوري أو أطلقوا تمردات فاشلة للاستيلاء عليه. لعبت هذه الثيمها وجيشها دورًا هامًا في الحروب العربية البيزنطية في القرنين السابع والعاشر، وبعد ذلك تمتعت بفترة من السلام النسبي استمرت حتى غزوها من قبل الأتراك السلاجقة في أواخر السبعينيات.